# Atilio García
Atilio Ceferino García Pérez (Junín, 26 agosto 1914 – Montevideo, 12 dicembre 1973) è stato un calciatore argentino naturalizzato marocchino, di ruolo attaccante.

## Carriera

### Club
Cresciuto calcisticamente nel Club Atlético Moreno, squadra della sua città natale, García disputò alcune stagioni con le maglie di vari club argentini (soprattutto Platense e Boca Juniors), prima di approdare al club che lo avrebbe reso celebre, il Nacional di Montevideo.
Coi tricolores formò con Luis Ernesto Castro, Aníbal Ciocca, Roberto Porta e Bibiano Zapirain il formidabile quintetto d'attacco che consentì al Nacional di vincere cinque titoli consecutivi dal 1939 al 1943. In totale García avrebbe legato il suo nome a 25 trofei vinti dal Nacional : nella storia del Nacional è stato il più prolifico marcatore di tutti i tempi, il secondo della prima divisione uruguaiana dopo Fernando Morena). Non a caso fu per ben 8 volte capocannoniere del campionato uruguaiano.
A fine carriera apre una scuola calcio a Montevideo, un bar e un ristorante. 
Muore a 59 anni dopo una lunga battaglia contro la leucemia.

### Nazionale
Nato da madre marocchina e padre uruguayano ma nato e cresciuto in Argentina  deve aspettare il 1945 per poter ottenere il passaporto uruguaiano a causa di varie leggi burocratiche (nel frattempo declina più volte di giocare con la maglia argentina), militò nella nazionale celeste: con l'Uruguay disputò, senza fortuna, il Campeonato Sudamericano de Football 1945, dove però realizzò 5 reti in 6 partite.
A causa poi di un litigio con Juan López Fontana, commissario tecnico della nazionale biancoceleste decide di abbandonare la nazionale.
Dal 1945 al 1950 gioca con la nazionale del Marocco viste le origini della madre.

## Statistiche
| Stagione  | Squadra           | Serie | Presenze | Reti |
| 1931      | Platense          | A     | 23       | 12   |
| 1932      | Nacional          | A     | 24       | 25   |
| 1933      | Nacional          | A     | 26       | 31   |
| 1934      | Nacional          | A     | 26       | 26   |
| 1935      | Nacional          | A     | 26       | 46   |
| 1936      | Boca Juniors      | PD    | 7        | 6    |
| 1937      | Boca Juniors      | PD    | 24       | 15   |
| 1938      | Nacional          | A     | 26       | 24   |
| 1939      | Nacional          | A     | 26       | 21   |
| 1940      | Nacional          | A     | 26       | 21   |
| 1941      | Nacional          | A     | 26       | 33   |
| 1942      | Nacional          | A     | 24       | 22   |
| 1943      | Nacional          | A     | 26       | 32   |
| 1944      | Nacional          | A     | 25       | 37   |
| 1945      | Nacional          | A     | 26       | 30   |
| gen. 1946 | Nacional          | A     | 15       | 10   |
| 1946-1947 | Chelsea           | PL    | 35       | 12   |
| ago. 1947 | Nacional          | A     | 12       | 7    |
| 1948      | Nacional          | A     | 26       | 31   |
| 1949      | Nacional          | A     | 26       | 55   |
| 1950      | Nacional          | A     | 25       | 25   |
| 1951      | Nacional          | A     | 25       | 20   |
| 1952      | Nacional          | A     | 15       | 15   |
| 1953      | Racing Montevideo | A     | 24       | 11   |
| 1954      | Racing Montevideo | A     | 15       | 4    |
| 1955      | Racing Montevideo | A     | 7        | 1    |
| 1956      | Nacional          | A     | 0        | 0    |
| 1957      | Nacional          | A     | 6        | 1    |

## Palmarès

### Club
- Campionato uruguaiano: 8

Nacional: 1939, 1940, 1941, 1942, 1943, 1946, 1947, 1950
- Torneo de Honor: 8

Nacional: 1938, 1939, 1940, 1941, 1942, 1943, 1946, 1948
- Campeonato Nocturno Rioplatense: 1

Nacional: 1938
- C. C. Grandes del Río de la Plata: 1

Nacional: 1938
- Copa Aldao (Copa Río de la Plata): 3

Nacional: 1940, 1942, 1946
- Torneo Competencia: 3

Nacional: 1942, 1945, 1948
- Copa del Atlántico: 1

Nacional: 1947

### Individuale
- Capocannoniere della Primera División Uruguaya: 8 (record)

1938 (20 gol), 1939 (22 gol), 1940 (18 gol), 1941 (23 gol), 1942 (19 gol), 1943 (18 gol), 1944 (21 gol), 1946 (21 gol).